# Ягуэ, Хуан
Хуа́н Я́гуэ Бла́нко (исп. Juan Yagüe Blanco; 1892, Сан-Леонардо, Сория, Кастилия и Леон — 29 октября 1952, Бургос) — испанский военачальник, генерал. Участник гражданской войны в Испании 1936—1939.

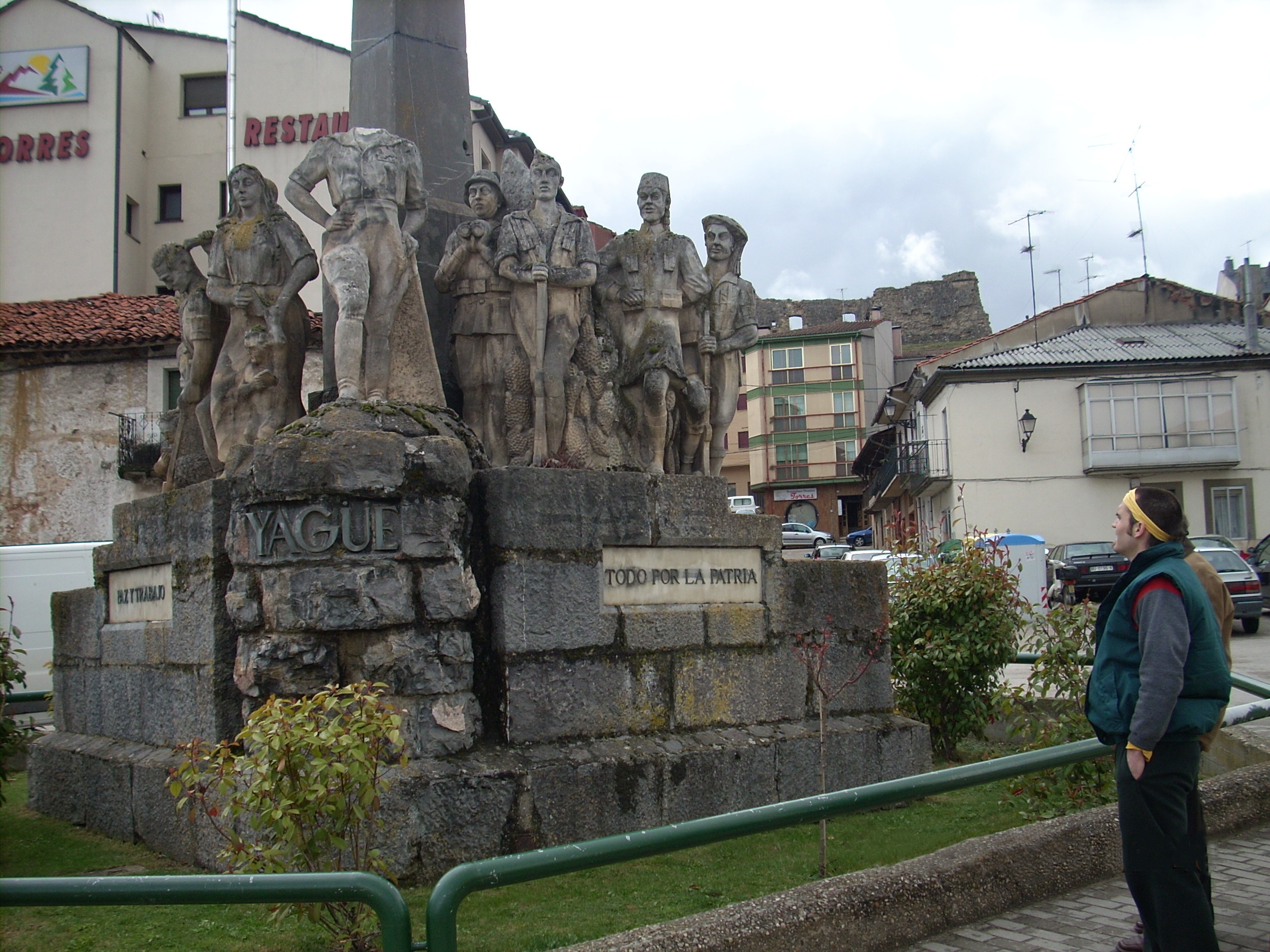
Монумент генералу в Сан-Леонардо-де-Ягуэ

## Командир африканских войск
Родился в семье врача. Окончил пехотное училище в Толедо вместе с будущим генералиссимусом Франсиско Франко, вместе с которым затем служил в Африке, участвовал в Рифской войне, был несколько раз ранен и награждён. В 1932 году произведён в подполковники. В 1934 году вместе с Франко и генералом Лопесом Очоа участвовал в подавлении восстания рабочих в Астурии, против которых были использованы марокканские вооружённые формирования «регулярес» (Fuerzas Regulares Indígenas) и Иностранный легион. При этом первоначально планировалось, что ими будет командовать другой офицер (подполковник Лопес Браво), но тот выразил сомнение в способности солдат стрелять по гражданскому населению, и Франко сразу же заменил его на Ягуэ, который сомнений не испытывал и выполнил приказ. Придерживавшийся правых взглядов Ягуэ участвовал в деятельности Испанской фаланги и был личным другом руководителя этой организации Хосе Антонио Примо де Ривера.

## Участие в гражданской войне в Испании
В 1936 году подполковник Ягуэ, командовавший вторым Иностранным легионом, стал одним из активных участников заговора против левого правительства Народного фронта, которое намеревалось отстранить его от занимаемой должности. Однако он прибыл на приём к премьер-министру и добился своего оставления в Марокко. После начала военного выступления националистов 17 июля 1936 году Ягуэ руководил взятием под контроль Сеуты (Марокко), а затем во главе марокканских войск и легионеров переправился через Гибралтарский пролив и выдвинулся к Севилье, поддержав уже занявших этот город националистов. В августе 1936 года он руководил наступлением африканских войск, которые в течение недели проделали около 300 км от Севильи до Мериды. Английский историк Хью Томас так описывает особенности этого рейда: 

Тут действовал Ягуэ, фалангистский командир Иностранного легиона, и вместе с ним майоры Асенсио, Кастехон и Телья — все трое ветераны марокканских войн. Каждый из них командовал «бандерой» легиона и «табором» «регулярес», с одной или двумя батареями. В распоряжении отрядов было 100 быстрых мощных грузовиков… Около города грузовики останавливались. Примерно полчаса длились бомбардировка и артиллерийский обстрел. Затем на приступ шли легионеры и марокканцы. В случае сопротивления в дело вступали штурмовые отряды. Если удавалось находить тела жертв революционного террора, то начиналась охота за оставшимися лидерами левых партий, которых расстреливали на месте. Вместе с этими карательными мерами повсюду заново открывались церкви, служились мессы и крестили детей, которые родились в этом месяце.

 (По другим данным, Асенсио к тому времени уже был подполковником).

### Взятие Бадахоса
14-15 августа войска Ягуэ взяли штурмом город Бадахос, в котором, по сообщениям прессы того времени, было расстреляно несколько тысяч пленных республиканцев. Многие пленные были убиты на арене для боя быков — убивали всех, у кого на плече находили следы, оставляемые прикладом при отдаче. Журналист Джей Аллен из «Чикаго трибюн» писал, что только на арене погибло две тысячи человек, однако, по мнению историка Хью Томаса, эта цифра «скорее, ближе к двумстам, чем к двум тысячам» (при этом многие республиканцы погибли в других местах). Сам Ягуэ в разговоре с американским журналистом Джоном Уайтекером признал факт расстрела четырёх тысяч человек: 

Конечно, мы расстреляли их. А чего вы ждали? Воображали, что я потащу за собой четыре тысячи красных, когда моя колонна и без того борется со временем? Воображали, что оставлю их на свободе у себя в тылу и позволю им снова сделать Бадахос красным?

Историк Пол Престон полагает, что свою роль в трагических событиях сыграли традиции, существовавшие в марокканской армии, а также злость африканских войск, которые впервые столкнулись с серьёзным сопротивлением и понесли крупные потери. Взятие Бадахоса стало военным успехом националистов, но массовые расстрелы пленных нанесли сильный удар их имиджу.

### Продолжение войны
За военные успехи — наступление «африканцев» позволило соединиться силам националистов на юге и севере страны — Ягуэ был произведён в полковники и продолжил руководить наступлением африканских войск, на этот раз на Мадрид. Войска под его командованием взяли ряд городов — Трухильо, Навальмораль-де-ла-Мата, Талавера-де-ла-Рейна — а в сентябре 1936 вели успешные бои в долине реки Тахо. Однако в том же месяце Ягуэ временно покинул свой пост: по официальной версии, из-за болезни (эту же версию считает наиболее вероятной и историк Пол Престон), по неофициальной — ввиду серьёзных разногласий с Франко, который приказал временно отложить наступление на Мадрид, направив войска в Толедо, где республиканцы осаждали Алькасар, обороняемый отрядом националистов во главе с полковником Хосе Москардо Итуарте. Ягуэ же был сторонником «блицкрига», предусматривавший скорейший прорыв к Мадриду.
Позднее Ягуэ вернулся на фронт и за отличия был произведён в бригадные генералы. В июле 1937 года он был назначен командующим первым корпусом Марокканской армии. В 1937 году он поддержал Франко в его конфликте с частью лидеров Испанской фаланги — такая позиция Ягуэ способствовала провалу фалангистского бунта, за которым последовал арест его участников. В 1938 году Ягуэ участвовал в успешном наступлении в Арагоне, его войска заняли города Бельчите и Лериду, после чего он предложил продолжить наступать на Барселону. Однако осторожный Франко и в этом случае отказал стороннику «блицкрига». Как военачальник, Ягуэ отличался хладнокровием и гибкостью, способностью скорректировать утверждённый план операции в случае изменения обстановки. Он считался единственным испанским военачальником, пользовавшимся уважением немецкого Легиона «Кондор», участвовавшего в боевых действиях на стороне националистов.

### Речь в Бургосе
19 апреля 1938 года Ягуэ произнёс в Бургосе речь, в которой предложил амнистировать часть политических заключённых — как рядовых республиканцев, так и участников фалангистского выступления против Франко. Ягуэ заявил: 

Ошибочно утверждают, что красные — трусы. Нет, они стойко сражаются, упорно отстаивают каждую пядь земли, мужественно умирают. Ведь они родились на священной земле, которая закаляет сердца. Они — испанцы, следовательно, они отважны… Тысячи и тысячи людей томятся в тюрьмах. В чём их вина? Они состояли в рабочих союзах и уплачивали членские взносы. Но никто не преследует банкиров, которые давали объявления в социалистические газеты. Необходимо как можно скорее освободить невинных. Если я вступаюсь за людей, обвиняемых в марксизме, за моих вчерашних врагов, то тем паче я должен вступиться за основоположников нашего движения, за голубые рубашки, за фалангистов, брошенных в тюрьмы. Они были на улицах, когда мы вели первые бои. Теперь они за решетками. Их нужно тотчас выпустить. Их ждут в тысячах домов. В этих домах не только горе и нищета, в эти дома уже закралось сомнение.

На следующий день после этого выступления Ягуэ был арестован, публикация его речи запрещена. Однако через несколько дней генерал был освобождён и вскоре вновь принял командование корпусом. Франко не принял предложение об амнистии, но не решился держать в тюрьме популярного среди фалангистов и военных генерала (по словам Хью Томаса, «горячий и пылкий, Ягуэ пользовался большой популярностью в войсках, ничем не напоминая тех холодных, сдержанных немецких генералов, которыми Франко восхищался»). После этого Ягуэ до конца войны уже не делал подобных заявлений.

### Битва на Эбро и конец войны
Вернувшись на фронт, Ягуэ командовал войсками националистов во время битвы на реке Эбро — самого масштабного сражения гражданской войны. В ночь с 24 на 25 июля 1938 года республиканские силы предприняли на этом участке фронта решительное наступление с тем, чтобы переломить неблагоприятно складывавшийся для них ход войны. Первоначально войска Ягуэ были вынуждены отступить, а сам генерал чуть не погиб, находясь на передовой. Однако уже к концу июля ему удалось стабилизировать ситуацию, полностью остановив наступление, а в начале августа даже предпринял контратаки. В сентябре-октябре 1938 Ягуэ руководил тремя наступлениями войск националистов в районе Эбро, проходившими при поддержке авиации (лётчиков из Германии и Италии), превосходившей по численности республиканскую в пять раз. Однако эти наступления не привели к значительным успехам из-за своего «лобового» характера. В ноябре 1938 новое наступление войск Ягуэ завершилось успехом — силы республиканцев были отброшены за реку Эбро, их армия потеряла свыше половины своего состава.
В декабре 1938 года войска Ягуэ нанесли отвлекающий удар на Эбро, в январе следующего года форсировали реку и 26 января вошли в Барселону, которая была сдана республиканцами без боя. В марте 1939 года Ягуэ принял капитуляцию республиканской армии Эстремадуры, предложив её командиру генералу Антонио Эскобару спасти свою жизнь, бежав на самолёте за границу (Эскобар отказался и в 1940 был расстрелян по приговору военного трибунала).

## После войны
В 1939 году Ягуэ был произведён в дивизионные генералы и назначен на вновь учреждённый пост министра авиации. С помощью этого назначения Франко решал две задачи — удалял из сухопутных войск популярного в них генерала и воспрепятствовал назначению на министерский пост монархиста Альфредо Кинделана, командовавшего ВВС националистов в течение всей гражданской войны. Тем самым каудильо ослаблял позиции обоих генералов, в чьей лояльности он не был уверен.
На посту министра авиации Ягуэ проявил себя сторонником расширения сотрудничества с нацистской Германией, использования боевого опыта немецкой авиации. В то же время он восстанавливал в армии квалифицированных офицеров, служивших ранее в республиканских ВВС. 27 июня 1940 года Ягуэ был уволен с поста министра и отправлен в ссылку в родной город. Официально это решение Франко было связано со встречей Ягуэ с английским послом в Испании, во время которой генерал недипломатично заявил о том, что Великобритании было нанесено заслуженное поражение немецкими войсками. Реальной причиной опалы являлись критика Ягуэ в адрес каудильо, а также данные о том, что генерал готовил заговор против Франко.
12 ноября 1942 года Ягуэ был возвращён на действительную службу и назначен командующим войсками в Мелилье (Марокко). В 1943 году он был произведён в генерал-лейтенанты и назначен командующим шестым военным округом со штабом в Бургосе — на этом посту он находился до своей кончины. Это высокое назначение было связано со стремлением Франко установить баланс между германофилами-фалангистами и англофилами-монархистами в военно-политическом руководстве страны. В октябре 1944 года Ягуэ сыграл важную роль в отражении попытки испанских республиканцев, участвовавших во французском Сопротивлении, прорваться на территорию страны.
Генерал Ягуэ скончался в 1952 году. В следующем году Франко посмертно присвоил ему титул маркиза Сан-Леонардо Ягуэ; это же название получил родной город генерала.